# 稲村辰次郎
稲村 辰次郎（いなむら たつじろう、1870年1月21日（明治2年12月20日） - 1917年（大正6年）8月31日）は、日本の政治家、衆議院議員（1期）。

## 経歴
千葉県出身。1903年、東京法学院(現・中央大学)卒。印旛郡会議員、千葉県会議員となる。
1908年の第10回衆議院議員総選挙において千葉県郡部から無所属で立候補して当選した。のち立憲政友会に入り、1912年の第11回衆議院議員総選挙には出馬しなかった。1917年に死去した。